# Liste des régions de l'Union européenne, de l'Association européenne de libre-échange et des pays candidats à l'adhésion à l'Union européenne
La nomenclature des unités territoriales statistiques (NUTS) présente une liste des régions de l'Union européenne, de l'Association européenne de libre-échange et des pays candidats à l'adhésion à l'Union européenne. Chaque pays est divisé en unités statistiques structurées sur trois niveaux « NUTS » (NUTS 1, NUTS 2 et NUTS 3) plus deux niveaux UAL (unités administratives locales) à l'échelle locale (UAL 1 et UAL 2, respectivement anciennement NUTS 4 et NUTS 5).

## Union européenne

NUTS-1
NUTS-2
NUTS-3

### Allemagne
L'Allemagne (DE) est divisée en 16 États fédéraux (Länder) regroupant 39 districts (Regierungsbezirke) découpés en 429 arrondissements (Kreise) ou villes-arrondissements. L'ensemble est formé de 1 457 "Municipalités collectives" (Verwaltungs-gemeinschaften) rassemblant 12 379 communes (Gemeinden).

### Autriche
L'Autriche (AT) est divisée en 3 Groupes d'États (Gruppen von Bundesländern) regroupant les 9 États fédérés (Bundesländern) découpés en 35 groupes de districts ou de villes statutaires (Gruppen von Politischen Bezirken order Statutarstädte).

### Belgique
La Belgique (BE) est divisée en 3 Régions fédérées regroupant (pour deux d'entre elles) 10 provinces, le tout (les trois régions) découpé en 44 « arrondissements » (les 43 arrondissements administratifs plus un pour les communes germanophone de l'arrondissement de Verviers).

### Bulgarie
La Bulgarie est divisée en 2 régions économiques regroupant 6 régions de planifications divisées en 28 oblasti (области).

### Croatie
- Sjeverozapadna Hrvatska
  - Sjeverozapadna Hrvatska
  - Grad Zagreb
  - Zagrebačka županija
  - Krapinsko-zagorska županija
  - Varaždinska županija
  - Koprivničko-križevačka županija
  - Međimurska županija
- Središnja i Istočna (Panonska) Hrvatska
  - Bjelovarsko-bilogorska županija
  - Virovitičko-podravska županija
  - Požeško-slavonska županija
  - Brodsko-posavska županija
  - Osječko-baranjska županija
  - Vukovarsko-srijemska županija
  - Karlovačka županija
  - Sisačko-moslavačka županija
- Jadranska Hrvatska
  - Primorsko-goranska županija
  - Ličko-senjska županija
  - Zadarska županija
  - Šibensko-kninska županija
  - Splitsko-dalmatinska županija
  - Istarska županija
  - Dubrovačko-neretvanska županija

### Espagne
L'Espagne (ES) est divisée en 17 communautés autonomes (comunidad autónoma) et 2 villes autonomes (ciudad autónoma), et en 50 provinces (provincia) :
- Madrid
- Nord-ouest
  - Asturies
  - Galice
  - Cantabrie
- Nord-est
  - La Rioja
  - Navarre
  - Pays basque
  - Aragon
- Centre
  - Castille-et-León
  - Castille-La Manche
  - Estrémadure
- Est
  - Baléares
  - Catalogne
  - Valence
- Îles Canaries
- Sud
  - Andalousie
  - Région de Murcie
  - Villes autonomes (ciudad autónoma) de Ceuta et Melilla

### Danemark
Le Danemark (DK) forme une unique entité de premier niveau regroupant 5 régions (regioner) découpées en 13 départements (amter), 1 groupe de deux communes spéciales et
1 commune régionale :
| NUTS 1   | Code | NUTS 2          | Code | NUTS 3               | Code  |
| -------- | ---- | --------------- | ---- | -------------------- | ----- |
| Danemark | DK0  | Hovedstaden     | DK01 | Byen København       | DK011 |
| Danemark | DK0  | Hovedstaden     | DK01 | Københavns omegn     | DK012 |
| Danemark | DK0  | Hovedstaden     | DK01 | Nordsjælland         | DK013 |
| Danemark | DK0  | Hovedstaden     | DK01 | Bornholm             | DK014 |
| Danemark | DK0  | Sjælland        | DK02 | Østsjælland          | DK021 |
| Danemark | DK0  | Sjælland        | DK02 | Vest- og Sydsjælland | DK022 |
| Danemark | DK0  | Danemark-du-Sud | DK03 | Fionie               | DK031 |
| Danemark | DK0  | Danemark-du-Sud | DK03 | Sydjylland           | DK032 |
| Danemark | DK0  | Jutland central | DK04 | Vestjylland          | DK041 |
| Danemark | DK0  | Jutland central | DK04 | Østjylland           | DK042 |
| Danemark | DK0  | Jutland du Nord | DK05 | Nordjylland          | DK050 |

Dans la version de 2003, qui date d'avant l'abolition des amter, le découpage était le suivant :
| NUTS 1   | Code | NUTS 2   | Code | NUTS 3                      | Code  |
| -------- | ---- | -------- | ---- | --------------------------- | ----- |
| Danemark | DK0  | Danemark | DK00 | Copenhague et Frederiksberg | DK001 |
| Danemark | DK0  | Danemark | DK00 | Copenhagen County           | DK002 |
| Danemark | DK0  | Danemark | DK00 | Frederiksborg County        | DK003 |
| Danemark | DK0  | Danemark | DK00 | Roskilde County             | DK004 |
| Danemark | DK0  | Danemark | DK00 | West Zealand County         | DK005 |
| Danemark | DK0  | Danemark | DK00 | Storstrøm County            | DK006 |
| Danemark | DK0  | Danemark | DK00 | Bornholm                    | DK007 |
| Danemark | DK0  | Danemark | DK00 | Fionie                      | DK008 |
| Danemark | DK0  | Danemark | DK00 | South Jutland County        | DK009 |
| Danemark | DK0  | Danemark | DK00 | Ribe County                 | DK00A |
| Danemark | DK0  | Danemark | DK00 | Vejle County                | DK00B |
| Danemark | DK0  | Danemark | DK00 | Ringkjøbing County          | DK00C |
| Danemark | DK0  | Danemark | DK00 | Århus County                | DK00D |
| Danemark | DK0  | Danemark | DK00 | Viborg County               | DK00E |
| Danemark | DK0  | Danemark | DK00 | Jutland du Nord             | DK00F |

### Finlande
Divisée en deux régions qui regroupent cinq provinces :
- Finlande continentale
  - Finlande méridionale
  - Finlande occidentale
  - Finlande orientale
  - Laponie
- Îles Åland

### France
Découpée en 13 régions françaises qui regroupent les 22 anciennes régions et les 5 régions ultrapériphériques françaises de l'Union européenne :
| NUTS 1                     | Code | NUTS 2                     | Code | NUTS 3                  | Code  |
| -------------------------- | ---- | -------------------------- | ---- | ----------------------- | ----- |
| Île-de-France              | FR1  | Île-de-France              | FR10 | Paris                   | FR101 |
| Île-de-France              | FR1  | Île-de-France              | FR10 | Seine-et-Marne          | FR102 |
| Île-de-France              | FR1  | Île-de-France              | FR10 | Yvelines                | FR103 |
| Île-de-France              | FR1  | Île-de-France              | FR10 | Essonne                 | FR104 |
| Île-de-France              | FR1  | Île-de-France              | FR10 | Hauts-de-Seine          | FR105 |
| Île-de-France              | FR1  | Île-de-France              | FR10 | Seine-Saint-Denis       | FR106 |
| Île-de-France              | FR1  | Île-de-France              | FR10 | Val-de-Marne            | FR107 |
| Île-de-France              | FR1  | Île-de-France              | FR10 | Val-d'Oise              | FR108 |
| Centre-Val de Loire        | FRB  | Centre-Val de Loire        | FRB0 | Cher                    | FRB01 |
| Centre-Val de Loire        | FRB  | Centre-Val de Loire        | FRB0 | Eure-et-Loir            | FRB02 |
| Centre-Val de Loire        | FRB  | Centre-Val de Loire        | FRB0 | Indre                   | FRB03 |
| Centre-Val de Loire        | FRB  | Centre-Val de Loire        | FRB0 | Indre-et-Loire          | FRB04 |
| Centre-Val de Loire        | FRB  | Centre-Val de Loire        | FRB0 | Loir-et-Cher            | FRB05 |
| Centre-Val de Loire        | FRB  | Centre-Val de Loire        | FRB0 | Loiret                  | FRB06 |
| Bourgogne-Franche-Comté    | FRC  | Bourgogne                  | FRC1 | Côte-d'Or               | FRC11 |
| Bourgogne-Franche-Comté    | FRC  | Bourgogne                  | FRC1 | Nièvre                  | FRC12 |
| Bourgogne-Franche-Comté    | FRC  | Bourgogne                  | FRC1 | Saône-et-Loire          | FRC13 |
| Bourgogne-Franche-Comté    | FRC  | Bourgogne                  | FRC1 | Yonne                   | FRC14 |
| Bourgogne-Franche-Comté    | FRC  | Franche-Comté              | FRC2 | Doubs                   | FRC21 |
| Bourgogne-Franche-Comté    | FRC  | Franche-Comté              | FRC2 | Jura                    | FRC22 |
| Bourgogne-Franche-Comté    | FRC  | Franche-Comté              | FRC2 | Haute-Saône             | FRC23 |
| Bourgogne-Franche-Comté    | FRC  | Franche-Comté              | FRC2 | Territoire de Belfort   | FRC24 |
| Normandie                  | FRD  | Basse-Normandie            | FRD1 | Calvados                | FRD11 |
| Normandie                  | FRD  | Basse-Normandie            | FRD1 | Manche                  | FRD12 |
| Normandie                  | FRD  | Basse-Normandie            | FRD1 | Orne                    | FRD13 |
| Normandie                  | FRD  | Haute-Normandie            | FRD2 | Eure                    | FRD11 |
| Normandie                  | FRD  | Haute-Normandie            | FRD2 | Seine-Maritime          | FRD12 |
| Hauts-de-France            | FRE  | Nord-Pas-de-Calais         | FRE1 | Nord                    | FRE11 |
| Hauts-de-France            | FRE  | Nord-Pas-de-Calais         | FRE1 | Pas-de-Calais           | FRE12 |
| Hauts-de-France            | FRE  | Picardie                   | FRE2 | Aisne                   | FRE21 |
| Hauts-de-France            | FRE  | Picardie                   | FRE2 | Oise                    | FRE22 |
| Hauts-de-France            | FRE  | Picardie                   | FRE2 | Somme                   | FRE23 |
| Grand Est                  | FRF  | Alsace                     | FRF1 | Bas-Rhin                | FRF11 |
| Grand Est                  | FRF  | Alsace                     | FRF1 | Haut-Rhin               | FRF12 |
| Grand Est                  | FRF  | Champagne-Ardenne          | FRF2 | Ardennes                | FRF21 |
| Grand Est                  | FRF  | Champagne-Ardenne          | FRF2 | Aube                    | FRF22 |
| Grand Est                  | FRF  | Champagne-Ardenne          | FRF2 | Marne                   | FRF23 |
| Grand Est                  | FRF  | Champagne-Ardenne          | FRF2 | Haute-Marne             | FRF24 |
| Grand Est                  | FRF  | Lorraine                   | FRF3 | Meurthe-et-Moselle      | FRF31 |
| Grand Est                  | FRF  | Lorraine                   | FRF3 | Meuse                   | FRF32 |
| Grand Est                  | FRF  | Lorraine                   | FRF3 | Moselle                 | FRF33 |
| Grand Est                  | FRF  | Lorraine                   | FRF3 | Vosges                  | FRF34 |
| Pays de la Loire           | FRG  | Pays de la Loire           | FRG0 | Loire-Atlantique        | FRG01 |
| Pays de la Loire           | FRG  | Pays de la Loire           | FRG0 | Maine-et-Loire          | FRG02 |
| Pays de la Loire           | FRG  | Pays de la Loire           | FRG0 | Mayenne                 | FRG03 |
| Pays de la Loire           | FRG  | Pays de la Loire           | FRG0 | Sarthe                  | FRG04 |
| Pays de la Loire           | FRG  | Pays de la Loire           | FRG0 | Vendée                  | FRG05 |
| Bretagne                   | FRH  | Bretagne                   | FRH0 | Côtes-d'Armor           | FRH01 |
| Bretagne                   | FRH  | Bretagne                   | FRH0 | Finistère               | FRH02 |
| Bretagne                   | FRH  | Bretagne                   | FRH0 | Ille-et-Vilaine         | FRH03 |
| Bretagne                   | FRH  | Bretagne                   | FRH0 | Morbihan                | FRH04 |
| Nouvelle-Aquitaine         | FRI  | Aquitaine                  | FRI1 | Dordogne                | FRI11 |
| Nouvelle-Aquitaine         | FRI  | Aquitaine                  | FRI1 | Gironde                 | FRI12 |
| Nouvelle-Aquitaine         | FRI  | Aquitaine                  | FRI1 | Landes                  | FRI13 |
| Nouvelle-Aquitaine         | FRI  | Aquitaine                  | FRI1 | Lot-et-Garonne          | FRI14 |
| Nouvelle-Aquitaine         | FRI  | Aquitaine                  | FRI1 | Pyrénées-Atlantiques    | FRI15 |
| Nouvelle-Aquitaine         | FRI  | Limousin                   | FRI2 | Corrèze                 | FRI21 |
| Nouvelle-Aquitaine         | FRI  | Limousin                   | FRI2 | Creuse                  | FRI22 |
| Nouvelle-Aquitaine         | FRI  | Limousin                   | FRI2 | Haute-Vienne            | FRI23 |
| Nouvelle-Aquitaine         | FRI  | Poitou-Charentes           | FRI3 | Charente                | FRI31 |
| Nouvelle-Aquitaine         | FRI  | Poitou-Charentes           | FRI3 | Charente-Maritime       | FRI32 |
| Nouvelle-Aquitaine         | FRI  | Poitou-Charentes           | FRI3 | Deux-Sèvres             | FRI33 |
| Nouvelle-Aquitaine         | FRI  | Poitou-Charentes           | FRI3 | Vienne                  | FRI34 |
| Occitanie                  | FRJ  | Languedoc-Roussillon       | FRJ1 | Aude                    | FRJ11 |
| Occitanie                  | FRJ  | Languedoc-Roussillon       | FRJ1 | Gard                    | FRJ12 |
| Occitanie                  | FRJ  | Languedoc-Roussillon       | FRJ1 | Hérault                 | FRJ13 |
| Occitanie                  | FRJ  | Languedoc-Roussillon       | FRJ1 | Lozère                  | FRJ14 |
| Occitanie                  | FRJ  | Languedoc-Roussillon       | FRJ1 | Pyrénées-Orientales     | FRJ15 |
| Occitanie                  | FRJ  | Midi-Pyrénées              | FRJ2 | Ariège                  | FRJ21 |
| Occitanie                  | FRJ  | Midi-Pyrénées              | FRJ2 | Aveyron                 | FRJ22 |
| Occitanie                  | FRJ  | Midi-Pyrénées              | FRJ2 | Haute-Garonne           | FRJ23 |
| Occitanie                  | FRJ  | Midi-Pyrénées              | FRJ2 | Gers                    | FRJ24 |
| Occitanie                  | FRJ  | Midi-Pyrénées              | FRJ2 | Lot                     | FRJ25 |
| Occitanie                  | FRJ  | Midi-Pyrénées              | FRJ2 | Hautes-Pyrénées         | FRJ26 |
| Occitanie                  | FRJ  | Midi-Pyrénées              | FRJ2 | Tarn                    | FRJ27 |
| Occitanie                  | FRJ  | Midi-Pyrénées              | FRJ2 | Tarn-et-Garonne         | FRJ28 |
| Auvergne-Rhône-Alpes       | FRK  | Auvergne                   | FRK1 | Allier                  | FRK11 |
| Auvergne-Rhône-Alpes       | FRK  | Auvergne                   | FRK1 | Cantal                  | FRK12 |
| Auvergne-Rhône-Alpes       | FRK  | Auvergne                   | FRK1 | Haute-Loire             | FRK13 |
| Auvergne-Rhône-Alpes       | FRK  | Auvergne                   | FRK1 | Puy-de-Dôme             | FRK14 |
| Auvergne-Rhône-Alpes       | FRK  | Rhône-Alpes                | FRK2 | Ain                     | FRK21 |
| Auvergne-Rhône-Alpes       | FRK  | Rhône-Alpes                | FRK2 | Ardèche                 | FRK22 |
| Auvergne-Rhône-Alpes       | FRK  | Rhône-Alpes                | FRK2 | Drôme                   | FRK23 |
| Auvergne-Rhône-Alpes       | FRK  | Rhône-Alpes                | FRK2 | Isère                   | FRK24 |
| Auvergne-Rhône-Alpes       | FRK  | Rhône-Alpes                | FRK2 | Loire                   | FRK25 |
| Auvergne-Rhône-Alpes       | FRK  | Rhône-Alpes                | FRK2 | Rhône                   | FRK26 |
| Auvergne-Rhône-Alpes       | FRK  | Rhône-Alpes                | FRK2 | Savoie                  | FRK27 |
| Auvergne-Rhône-Alpes       | FRK  | Rhône-Alpes                | FRK2 | Haute-Savoie            | FRK28 |
| Provence-Alpes-Côte d'Azur | FRL  | Provence-Alpes-Côte d'Azur | FRL0 | Alpes-de-Haute-Provence | FRL01 |
| Provence-Alpes-Côte d'Azur | FRL  | Provence-Alpes-Côte d'Azur | FRL0 | Hautes-Alpes            | FRL02 |
| Provence-Alpes-Côte d'Azur | FRL  | Provence-Alpes-Côte d'Azur | FRL0 | Alpes-Maritimes         | FRL03 |
| Provence-Alpes-Côte d'Azur | FRL  | Provence-Alpes-Côte d'Azur | FRL0 | Bouches-du-Rhône        | FRL04 |
| Provence-Alpes-Côte d'Azur | FRL  | Provence-Alpes-Côte d'Azur | FRL0 | Var                     | FRL05 |
| Provence-Alpes-Côte d'Azur | FRL  | Provence-Alpes-Côte d'Azur | FRL0 | Vaucluse                | FRL06 |
| Corse                      | FRM  | Corse                      | FRM0 | Corse-du-Sud            | FRM01 |
| Corse                      | FRM  | Corse                      | FRM0 | Haute-Corse             | FRM02 |
| Régions ultrapériphériques | FRY  | Guadeloupe                 | FRY1 | Guadeloupe              | FRY11 |
| Régions ultrapériphériques | FRY  | Martinique                 | FRY2 | Martinique              | FRY21 |
| Régions ultrapériphériques | FRY  | Guyane                     | FRY3 | Guyane                  | FRY31 |
| Régions ultrapériphériques | FRY  | La Réunion                 | FRY4 | La Réunion              | FRY41 |
| Régions ultrapériphériques | FRY  | Mayotte                    | FRY5 | Mayotte                 | FRY51 |

### Grèce
Regroupe 4 régions composées de plusieurs périphéries :
- Nord
  - Macédoine-Orientale-et-Thrace
  - Macédoine-Centrale
  - Macédoine-Occidentale
  - Thessalie
- Centre
  - Épire
  - Îles Ioniennes
  - Grèce-Centrale
  - Grèce-Occidentale
  - Péloponnèse
- Attique
- Îles Égéennes
  - Égée-Septentrionale
  - Égée-Méridionale
  - Crète

### Hongrie
Divisée en 7 comtés regroupés en trois régions :
- Centre
  - Közép-Magyarország
- Transdanubie
  - Közép-Dunántúl
  - Nyugat-Dunántúl
  - Dél-Dunántúl
- Plaine
  - Észak-Magyarország
  - Észak-Alföld
  - Dél-Alföld

### Irlande
Régions statistiques d'Irlande (NUTS 2)
- Une région
  - Border, Midland and Western
  - Southern and Eastern

### Italie
Divisée en 5 régions regroupant les 20 régions d'Italie (dont 5 régions autonomes à statut spécial) : 
- Nord-ouest
  - Piémont
  - Vallée d'Aoste
  - Ligurie
  - Lombardie
- Nord-est
  - Trentin-Haut-Adige (Bolzano-Haut-Adige + Trentin)
  - Vénétie
  - Frioul-Vénétie Julienne
  - Émilie-Romagne
- Centre
  - Toscane
  - Ombrie
  - Marches
  - Latium
- Sud
  - Abruzzes
  - Molise
  - Campanie
  - Pouilles
  - Basilicate
  - Calabre
- Îles
  - Sicile
  - Sardaigne

### Pays-Bas
Comptent quatre régions regroupant les douze provinces
- Nord
  - Groningue
  - Frise
  - Drenthe
- Est
  - Overijssel
  - Gueldre
  - Flevoland
- Ouest
  - Utrecht
  - Hollande-Septentrionale
  - Hollande-Méridionale
  - Zélande
- Sud
  - Brabant-Septentrional
  - Limbourg

### Pologne
Découpée en six régions regroupant les 16 voïvodies :
- Centre
  - Łódź
  - Mazovie
- Sud
  - Petite-Pologne
  - Silésie
- Est
  - Lublin
  - Basses-Carpates
  - Sainte-Croix (Świętokrzyskie)
  - Podlachie
- Nord-ouest
  - Grande-Pologne
  - Poméranie Occidentale
  - Lubusz
- Sud-ouest
  - Basse-Silésie
  - Opole
- Nord
  - Cujavie-Poméranie
  - Varmie-Mazurie
  - Poméranie

### Portugal
Divisé en trois régions :
- Continent
  - Norte
  - Algarve
  - Centro
  - Lisbonne
  - Alentejo
- Açores
- Madère

### Royaume-Uni
Compte quatre entités (Angleterre, Écosse, Pays de Galles et Irlande du Nord) divisées en 12 régions regroupant les comtés (la terminologie (county, shire, borough, council area ou district) diffère selon l'entité et la sédimentation administrative remontant parfois à l'époque féodale) :
- Nord-est
  - Tees Valley et Durham
  - Northumberland et Tyne and Wear
- Nord-ouest
  - Cumbria
  - Cheshire
  - Grand Manchester
  - Lancashire
  - Merseyside
- Yorkshire
  - East Riding et North Lincolnshire
  - Yorkshire du Nord
  - Yorkshire du Sud
  - Yorkshire de l'Ouest
- Midlands de l'Est
  - Derbyshire et Nottinghamshire
  - Leicestershire, Rutland et Northamptonshire
  - Lincolnshire
- Midlands de l'Ouest
  - Herefordshire, Worcestershire et Warwickshire
  - Shropshire et Staffordshire
  - Midlands de l'Ouest (comté)
- Est
  - Est-Anglie
  - Bedfordshire et Hertfordshire
  - Essex
- Londres
  - Inner London
  - Outer London
- Sud-Est
  - Berkshire, Buckinghamshire et Oxfordshire
  - Surrey, Sussex de l'Est et Sussex de l'Ouest
  - Hampshire et Ile de Wight
  - Kent
- Sud-Ouest
  - Gloucestershire, Wiltshire et North Somerset
  - Dorset et Somerset
  - Cornouailles et Sorlingues
  - Devon
- Pays de Galles
  - Galles du Nord et Galles de l’Ouest
  - Galles du Sud
- Écosse
  - Écosse du Nord-Est
  - Écosse de l'Est
  - Écosse du Sud-Ouest
  - Highlands et les Îles
- Irlande du Nord

### Slovaquie
Constitue une région unique découpée en :
- Bratislava
- Slovaquie occidentale RŠÚJ Západné Slovensko (sk)
  - Nitra
  - Trenčín
  - Trnava
- Slovaquie centrale RŠÚJ Stredné Slovensko
  - Banská Bystrica
  - Žilina
- Slovaquie orientale RŠÚJ Východné Slovensko
  - Košice
  - Prešov

Ces régions correspondent aux kraj de la période 1960-1990.

### Suède
Compte huit régions qui regroupent ses 21 län :
- Stockholm
- Centre-est
- Sud
- Centre-nord
- Norrlande (Sud)
- Norrlande (Nord)
- Småland et les îles
- Ouest

## Association européenne de libre-échange

### Norvège
La Norvège constitue une région de niveau NUTS 1. Elle est divisée en sept régions économiques (NUTS 2) et 19 fylker (NUTS 3).
| Région économique (NUTS 2) | Fylker (NUTS 3)                            |
| -------------------------- | ------------------------------------------ |
| Oslo og Akershus           | Oslo Akershus                              |
| Hedmark og Oppland         | Hedmark Oppland                            |
| Sør-Østlandet              | Østfold Buskerud Vestfold Telemark         |
| Agder og Rogaland          | Aust-Agder Vest-Agder Rogaland             |
| Vestlandet                 | Hordaland Sogn og Fjordane Møre og Romsdal |
| Trøndelag                  | Sør-Trøndelag Nord-Trøndelag               |
| Nord-Norge                 | Nordland Troms Finnmark                    |

### Suisse
La Suisse constitue une région de niveau NUTS 1. Elle est divisée en sept grandes régions (NUTS 2) et 26 cantons (NUTS 3).
| Grande région (NUTS 2) | Cantons (NUTS 3)                                                                                          |
| ---------------------- | --- |
| Région lémanique       | Genève Valais Vaud                                                                                        |
| Espace Mittelland      | Berne Fribourg Jura Neuchâtel Soleure                                                                     |
| Suisse du Nord-Ouest   | Argovie Bâle-Campagne Bâle-Ville                                                                          |
| Zurich                 | Zurich |
| Suisse orientale       | Appenzell Rhodes-Extérieures Appenzell Rhodes-Intérieures Glaris Grisons Saint-Gall Schaffhouse Thurgovie |
| Suisse centrale        | Lucerne Nidwald Obwald Schwytz Uri Zoug                                                                   |
| Tessin                 | Tessin |

## Pays-région
Chypre, le Liechtenstein et le Luxembourg ne sont pas divisés en régions administratives. Ils sont considérés à la fois comme une région de niveau NUTS 1, NUTS 2 et NUTS 3.

## Sources